# Церковь Спаса Всемилостивого (Спасское)
Церковь Спаса Всемилостивого (также Спасский храм) — православный храм Новомосковского благочиния Тульской епархии, расположенный в селе Спасское Новомосковского района Тульской области. Памятник градостроительства и архитектуры регионального значения.
Каменный храм, с приделом Александра Свирского, построен в 1813 году на средства помещика Сергея Михайловича Власова. Придел Димитрия Ростовского построен княгиней Александрой Ивановной Багратион, женой К. А. Багратион и освящён в 1834 году.
Был закрыт в 1930 году (по другим данным в 1934 году), во время войны храм серьёзно повреждён при уничтожении немецкой пулемётной точки на колокольне. В советское время здание использовалось для хранение сельхозпродукции и удобрений.
Решением исполкома Тульского областного Совета депутатов трудящихся от 9 апреля 1969 года № 6-294 «Об улучшении постановки дела охраны, эксплуатации и учёта памятников истории и культуры» храму был присвоен статус памятника градостроительства и архитектуры регионального значения. Восстановлен в 1978—1979 годах по инициативе Василия Александровича Стародубцева, тогда председателя местного колхоза. В воостановленном здании создали краеведческий мкзей. В 1992 году передан Тульской епархии (по другим данным в 1991 году). В настоящее время действует один придел, работает воскресная школа. Службы в храме ведутся в среду, пятницу, субботу, воскресенье и в праздничные дни.